# Société pour l'administration du droit de reproduction mécanique
Pour les articles homonymes, voir SDRM.
La Société pour l'administration du droit de reproduction mécanique ou SDRM est une société civile constituée par deux sociétés de gestion des droits d'auteur françaises, pour l'administration et la perception des droits de reproduction "mécanique", c'est-à-dire sur des supports matériels (en dehors de l'imprimé).

## Statut
Le titre complet est Société pour l'administration du droit de reproduction mécanique des auteurs, compositeurs, et éditeurs.
Les sociétaires actuels sont, avec leur proportion du capital de 61 parts:
- la Société des auteurs, compositeurs et éditeurs de musique (SACEM) 59/61 = 96,7 %
- l'Association des éditeurs pour l'exploitation des droits de reproduction mécanique (AEEDRM) 2/61=  3,3%

La SDRM est membre du Bureau international des sociétés gérant les droits d'enregistrement et de reproduction mécanique (BIEM).
La société a été créée en 1935 à l'intitiative de la SACEM, après la disparition d'une entreprise extérieure à qui la SACEM avait confié la gestion des droits phonographiques et radiophoniques. 

## Activité
La SDRM reçoit toutes les demandes d'autorisation d'utiliser une œuvre gérée par une de ses sociétés membres (SACEM, AEEDRM) pour la création d'un disque ou CD, d'un support informatique (CD-ROM), d'un support vidéographique (vidéocassette ou DVD), d'un film pour le public, d'un film d'entreprise. La SDRM recherche les différents ayants droit de l'œuvre, applique un tarif global ou établit un devis. Elle délivre les autorisations après avoir perçu la somme convenue, qu'elle se charge de répartir entre les ayants droit. Dans de nombreux cas, elle se charge d'obtenir l'accord des détenteurs du droit d'auteur à la place de l'utilisateur. Les démarches à effectuer par l'utilisateur sont décrites sur le site internet.

## Organisation
La SDRM est une société civile (article 1832 du Code Civil) entre des personnes morales associées. Elle a un directeur et un secrétaire général qui sont nommés par le conseil d'administration. Le conseil d'administration actuel a 19 membres, tous auteurs, compositeurs, ou éditeurs.
Matériellement, la SDRM est hébergée par la SACEM dans des locaux communs et utilise son personnel et ses moyens techniques.